# Мортен Френдруп
Мортен Ветче Френдруп (дан. Morten Wetche Frendrup, нар. 7 квітня 2001, Гольбек, Данія) — данський футболіст, півзахисник клубу «Брондбю».

## Ігрова кар'єра

### Клубна
Мортен Френдруп починав грати у футбол у командах нижчих дивізіонів. У 2013 році він приєднався до футбольної школи клубу «Брондбю». З 2017 року Мортена почали залучати до тренувань з першою командою. 11 лютого 2018 року він дебютував у данській Суперлізі і став одним з наймолодших футболістів в історії клубу. Вже за місяць Френдруп підписав з «Брондбю» професійний контракт до 2021 року.
На початку 2022 року новим клубом юного данця стала італійська «Дженоа».

### Збірна
У 2017 році Мортен Френдруп у складі юнацької збірної Данії (U-17) брав участь у юнацькому чемпіонаті Європи, що проходив в Англії.

## Статистика виступів

### Статистика клубних виступів
Станом на 17 вересня 2022
| Сезон               | Команда             | Чемпіонат           | Чемпіонат | Чемпіонат | Національний кубок | Національний кубок | Національний кубок | Континентальні кубки | Континентальні кубки | Континентальні кубки | Інші змагання | Інші змагання | Інші змагання | Усього | Усього | Усього |
| Сезон               | Команда             | Ліга                | Ігор      | Голів     | Ліга               | Ігор               | Голів              | Ліга                 | Ігор                 | Голів                | Ліга          | Ігор          | Голів         | Ігор   | Голів  |        |
| ------------------- | ------------------- | ------------------- | --------- | --------- | ------------------ | ------------------ | ------------------ | -------------------- | -------------------- | -------------------- | ------------- | ------------- | ------------- | ------ | ------ | ------ |
| 2017–18             | «Брондбю»           | СЛ                  | 3         | 0         | КД                 | 0                  | 0                  | -                    |                      |                      | -             |               |               | 3      | 0      |        |
| 2018–19             | «Брондбю»           | СЛ                  | 3         | 0         | КД                 | 1                  | 1                  | ЛЄ                   | 0                    | 0                    | -             |               |               | 4      | 1      |        |
| 2019–20             | «Брондбю»           | СЛ                  | 26        | 0         | КД                 | 1                  | 0                  | ЛЄ                   | 0                    | 0                    | -             |               |               | 27     | 0      |        |
| 2020–21             | «Брондбю»           | СЛ                  | 31        | 0         | -                  |                    |                    | -                    |                      |                      | -             |               |               | 31     | 0      |        |
| 2021- січ.2022      | «Брондбю»           | СЛ                  | 15        | 2         | -                  |                    |                    | ЛЧ+ЛЄ                | 8                    | 0                    | -             |               |               | 23     | 2      |        |
| Усього за «Брондбю» | Усього за «Брондбю» | Усього за «Брондбю» | 78        | 2         |                    | 2                  | 1                  |                      | 8                    | 0                    |               | -             | -             | 88     | 3      |        |
| січ.-черв. 2022     | «Дженоа»            | A                   | 10        | 0         | КІ                 | -                  | -                  | -                    | -                    | -                    | -             |               |               | 10     | 0      |        |
| 2022–23             | «Дженоа»            | B                   | 6         | 1         | КІ                 | 1                  | 0                  | -                    | -                    | -                    | -             | -             | -             | 7      | 1      |        |
| Усього за «Дженоа»  | Усього за «Дженоа»  | Усього за «Дженоа»  | 16        | 1         |                    | 1                  | 0                  |                      | -                    | -                    |               | -             | -             | 17     | 1      |        |
| Усього за кар'єру   | Усього за кар'єру   | Усього за кар'єру   | 94        | 3         |                    | 3                  | 1                  |                      | 8                    | 0                    |               | -             | -             | 105    | 4      |        |

## Титули і досягнення
- Чемпіон Данії (1):

«Брондбю»: 2020-21
- Володар Кубка Данії (1):

«Брондбю»: 2017-18